# Dallas (Oregon)
Dallas ist eine Stadt US-Bundesstaat Oregon und der Verwaltungssitz (County Seat) des Polk County. Sie hatte laut US-Census Bureau 16.854 Einwohner (Stand 2020) und liegt in der Metropolregion Salem (Salem Metropolitan Statistical Area).

## Geschichte
Dallas wurde in den 1840er Jahren an der Nordseite des Rickreall Creek besiedelt und hieß ursprünglich Cynthian oder Cynthiana. Dallas konkurrierte mit Independence um den Status als County Seat des Polk County. Die Bürger von Dallas sammelten 17.000 Dollar, um einen Zweig der Schmalspurbahn bis in ihre Stadt führen zu lassen und sich so diese Ehre zu sichern. Die Strecke wurde von 1878 bis 1880 gebaut. Ein passenderer Name für einen Verwaltungssitz wurde benötigt, und da George M. Dallas Vizepräsident unter US-Präsident James K. Polk war, nach dem das County benannt wurde, war Dallas eine natürliche Wahl.

## Demografie
Nach der Schätzung von 2019 leben in Dallas 16.979 Menschen. Die Bevölkerung teilte sich im Jahr 2010 auf in 92,6 % Weiße, 0,2 % Afroamerikaner, 2,0 % amerikanische Ureinwohner, 0,8 % Asiaten, 0,1 % Ozeanier, 1,6 % Sonstige und 2,7 % mit zwei oder mehr Ethnizitäten. Hispanics oder Latinos aller Ethnien machten 5,9 % der Bevölkerung von Dallas aus.
| Jahr | Einwohner¹ |
| ---- | ---------- |
| 1950 | 4.793      |
| 1960 | 5.072      |
| 1970 | 6.361      |
| 1980 | 8.530      |
| 1990 | 9.422      |
| 2000 | 12.459     |
| 2010 | 14.583     |
| 2020 | 16.854     |

¹ 1990 – 2020: Volkszählungsergebnisse

## Infrastruktur
Die Oregon Route 223 ist der einzige State Highway, der die Stadt bedient.